# Río Flumendosa
El río Flumendosa es un río situado en el sur de Cerdeña, Italia. Es el río más caudaloso de la isla y el segundo más largo, con 127 km, sólo superado por el río Tirso.
Su nacimiento tiene lugar en la Punta Perdida de Aria a 1270 m s. n. m., en el macizo de Gennargentu, y desemboca en el Mar Tirreno a la altura de los municipios de Muravera y Villaputzu. Con anterioridad a la construcción de las presas que bloquean su curso y el de sus afluentes, por el río Flumendosa fluía una media de 22 m³ de agua por segundo, con un máximo de 730 m³. El embalse tiene una superficie de 1.775 km².
En la época romana el río recibía el nombre de Saeprus.

## Embalses
El curso del río queda obstruido en dos lugares debido a la presencia de presas hidráulicas. El primero de ellos, situado a 801 metros de altitud, se realizó entre 1948 y 1949 y forma el llamado lago alto del Flumendosa. Tiene 6 km de largo por 1,5 km de ancho, y una capacidad de 61 millones de m³. El agua, una vez utilizada para la producción de energía eléctrica en tres centrales subterráneas, se vierte en el embalse de "sa Teula", al este de Villagrande Strisalli, y desde allí se envía a la llanura de Tortolì para uso agrícola.
La segunda presa fue construida en 1952 y se sitúa a 268 m s. n. m., a la altura del nurague Arrubiu, formando el lago del Medio Flumendosa. Mide 17 km de largo por 500 m de ancho aproximadamente, con capacidad para 317 millones de m³. Los motivos que condujeron a su construcción fueron la producción de energía eléctrica y el riego de la llanura del Campidano. Mediante un canal está conectado con el embalse del Mulargia.

## Referencias

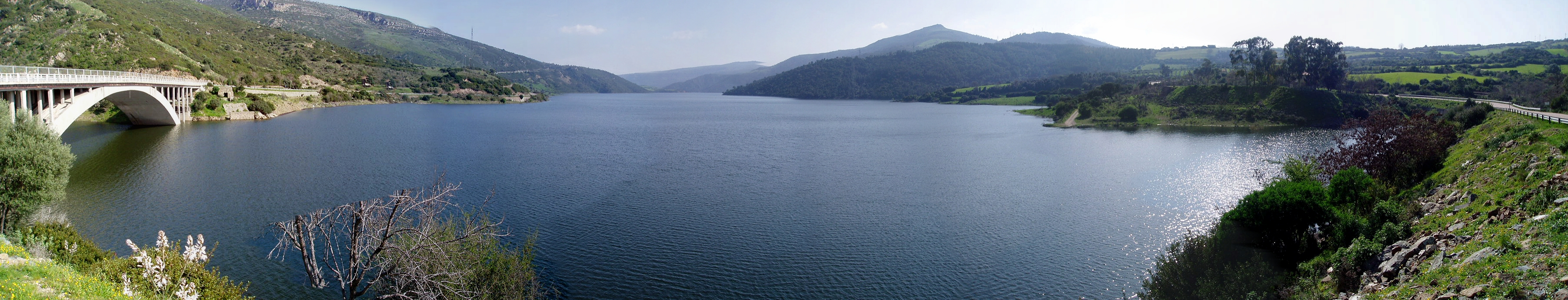
Lago del Flumendosa.